# Chó Africanis
Chó Africanis là một giống chó bản địa, có nguồn gốc từ Nam Phi. Giống chó này được cho là có nguồn gốc cổ xưa và chủ yếu được tìm thấy ở Rundu, Namibia, là dòng giống trực tiếp từ tổ tiên từ những con chó săn và chó hoang của châu Phi cổ đại, được đưa vào Thung lũng sông Nile từ Levant. Africanis cũng là một cái tên chung cho tất cả những con chó hoang ở Nam Phi.

## Tính cách
Chó Africanis được cho là thân thiện và có khả năng huấn luyện tốt, nhưng độc lập và "thể hiện hành vi lãnh thổ thận trọng", cũng như khó quản lý hơn với những con chó khác do hành vi bầy đàn.

## Sức khỏe
Chó Africanis không cần phải nuông chiều hoặc các thức ăn đặc biệt. Một quan điểm cho rằng nó luôn lành mạnh và có nhiều năm phát triển một sức đề kháng tự nhiên chống lại ký sinh trùng trong và ngoài, mặc dù chúng dường như rất dễ bị các bệnh được biết đến như các vi rút và virus Parvo và Bệnh truyền do ve. Một số con chó thuộc giống này bị ung thư. Bệnh dại rất phổ biến trong số các quần thể chó bản địa của miền nam châu Phi. Do đó, điều cần thiết là đảm bảo rằng bất kỳ con chó Châu Phi bản xứ nào, kể cả các con bị Âu Âu hóa, được tiêm chủng hàng năm phòng tất cả các bệnh truyền nhiễm thông thường và hiểu rằng chúng dễ bị các bệnh khác như bất kỳ loài chó thuần hóa nào khác.